# Vrije Republiek Twente

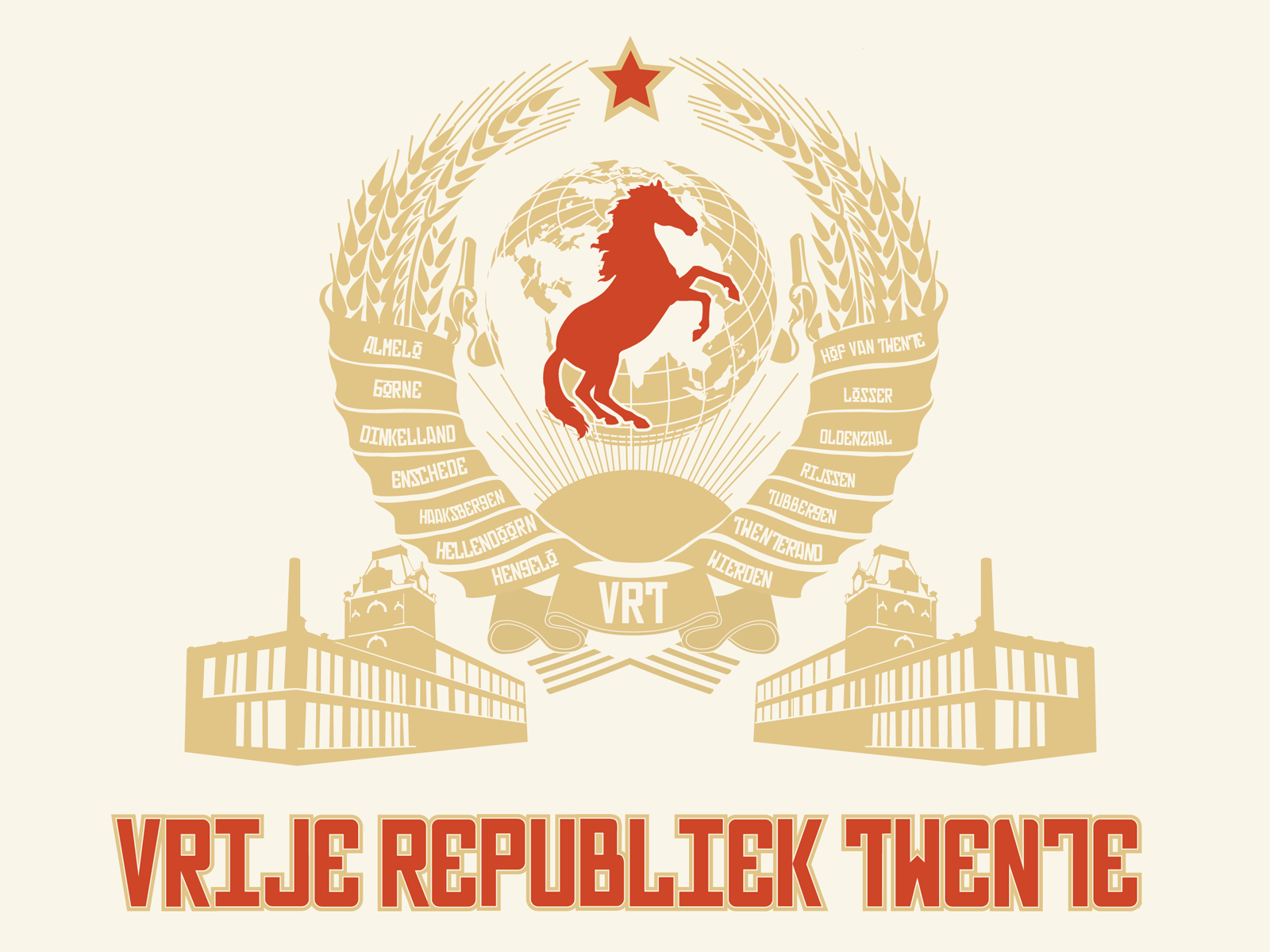
Logo van de Vrije Republiek Twente

De Vrije Republiek Twente (Nedersaksisch: Vrieje Reppubliek Tweante) (VRT) is een ongeorganiseerde grassrootsbeweging die als doel heeft de economische en culturele ontwikkeling van de regio Twente minder afhankelijk te maken van de Nederlandse nationale politiek. De Vrije Republiek Twente strijdt tegen een afwachtende mentaliteit en propageert daadkracht en zelfbewustzijn, met als inzet dat succesvolle innovatie en zelfverwerkelijking staat of valt met het geloof in de eigen kracht en kunnen.

## Ontstaan
VVD-politicus Johan Remkes legde onbedoeld de kiem voor de Vrije Republiek Twente. Als minister van Binnenlandse Zaken riep hij in een Kamerdebat eind 2006 elf Twentse burgemeesters tot de orde. Zij hadden bij monde van burgemeester Peter den Oudsten van Enschede aan politiek Den Haag laten weten dat hun gemeenten niet mee wilden werken aan de uitzetting van asielzoekers die langer dan vijf jaar in Nederland verblijven. Remkes uitte zijn onvrede over de ongehoorzaamheid: "Aan dit soort signalen bestaat volstrekt geen behoefte. Ook niet als ze afkomstig zijn uit de Vrije Republiek Twente. Dit land wordt niet geregeerd per motie."
Meteen na Remkes' uitspraak werd de naam "Vrije Republiek Twente" vastgelegd en een website gemaakt. Han Pape, hoofdredacteur van de Roskam, is vrijwel onmiddellijk daarna een wekelijkse rubriek gestart onder de titel: De Republiek. Han Pape belicht hierin ontwikkelingen in Twente waarbij hij de Vrije Republiek Twente gebruikt als ideaalbeeld van een eigenzinnig en zelfbewust Twente.

## Organisatie en doel
Hoewel het concept en de website van de Vrije Republiek Twente werden aangedragen door een mediabedrijf, is er geen formele organisatiestructuur. De mentaliteit van daadkracht en zelfbewustzijn is ook het leidende principe van de Vrije Republiek Twente zelf. Een centrale leiding is daarbij niet gewenst; dat zou zelfs contraproductief kunnen werken.
Er is dan ook geen centrale regie op de uitingen van de Vrije Republiek Twente. Iedereen die onder de vlag van de Vrije Republiek Twente initiatieven wil ontplooien kan zonder voorafgaande toestemming aan de slag.
De Vrije Republiek Twente is nadrukkelijk geen nationalistische afscheidingsbeweging. "We zijn helemaal nergens tegen. We zijn voor! Voor leuke mensen, voor feesten, voor daadkracht, voor mensen die durven, voor een goeie bak, maar vooral voor Twente!"

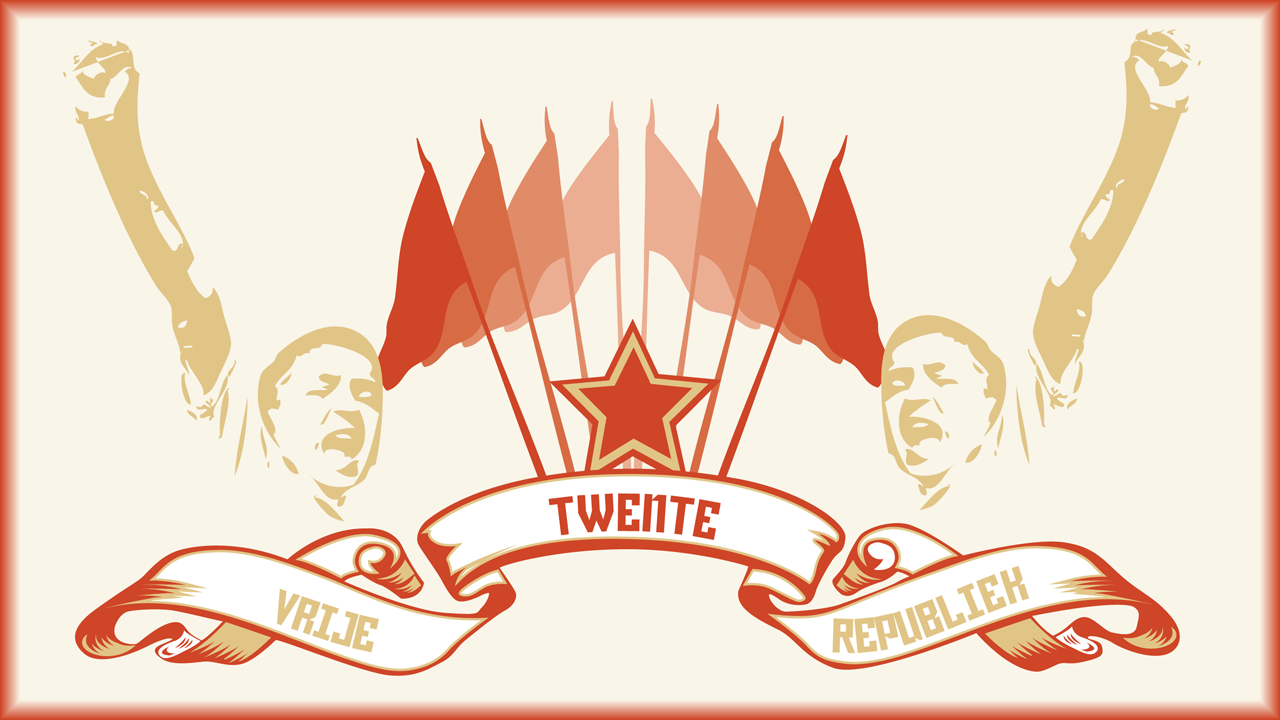
Banier van de Vrije Republiek Twente

## Initiatieven
Inmiddels zijn er zeer diverse initiatieven ontstaan, die gemeenschappelijk hebben dat zij de beginselen van de Republiek met een gezonde dosis humor opvatten.
- Iedereen kan een paspoort van de Vrije Republiek Twente aanvragen. "Wij stellen onze grenzen open. Niet alleen voor Twentenaren en Tukkers! Wij verwelkomen alle Nederlanders als politieke vluchtelingen en geven u een tweede paspoort op de koop toe! Stop het gezever! Steun De Republiek!"[7]
- Een café in Enschede riep zichzelf uit tot Ambassade van de Vrije Republiek Twente,[8] met een bijbehorend feest.[9]
- Er is een kledinglijn waarmee sympathisanten hun steun voor de Vrije Republiek Twente kunnen uitdragen. Deze wordt zonder winstoogmerk verkocht in enkele onafhankelijke winkels.
- Kim Kötter en Enno de Witt presenteren een VRT-praatprogramma[10] voor TVEnschedeFM en internet.